# Moqrisset
Moqrisset (arabiska: مقريصات) är en landskommun i Marocko. Den ligger i provinsen Ouezzane och regionen Tanger-Tétouan-Al Hoceïma, 170 km nordost om huvudstaden Rabat. Antalet invånare var 10 545 vid folkräkningen 2014.